# Japanische Gesandtschaft in die Vereinigten Staaten 1860

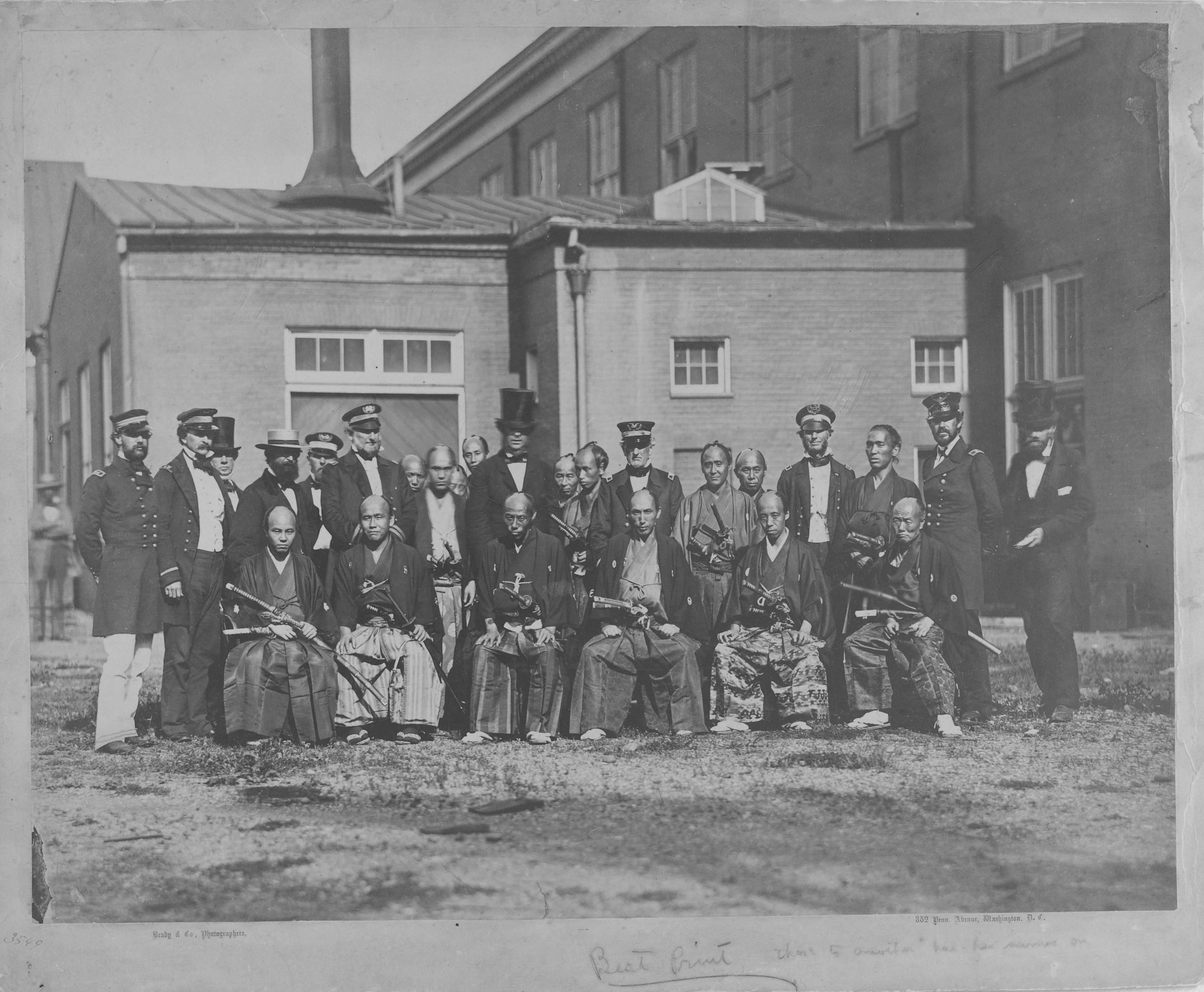
Die japanische Gesandtschaft vor dem Gelände einer Werft in Washington D.C.: Vizebotschafter Muragaki Norimasa (dritter von links), Botschafter Shinmi Masaoki (Mitte) und Oguri Tadamasa (zweiter von rechts)

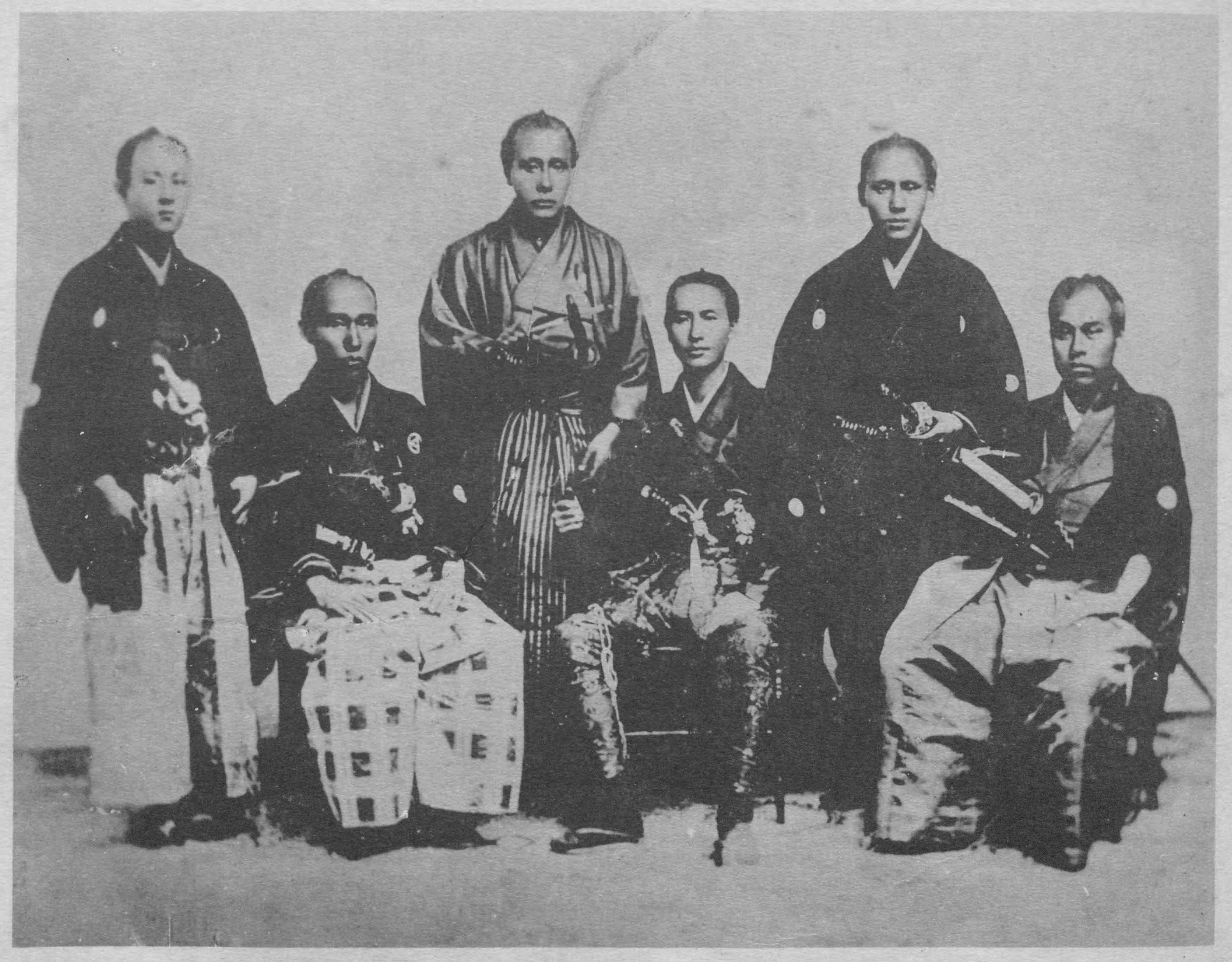
Die Mannschaft des Schiffes Kanrin Maru, welches die Gesandtschaft eskortierte. Von rechts: Fukuzawa Yukichi, Okada Seizō, Hida Hamagorō, Konagai Gohachirō, Hamaguchi Yoemon, Nezu Kinjirō.

Die erste japanische Gesandtschaft in die Vereinigten Staaten (jap. 万延元年遣米使節 Man’en gannen kenbei shisetsu, in etwa: Amerikamission im ersten Jahr der Man’en-Ära) fand 1860 unter dem Tokugawa-Shogunat statt, durch welche Japan seine außenpolitischen Beziehungen zu den USA vertiefen wollte. Als Zweck der diplomatischen Mission galt die Ratifizierung des Harris-Vertrages von 1858 sowie der erste diplomatische Besuch der Vereinigten Staaten seit Japans unfreiwilliger Landesöffnung durch die amerikanische Marine 1854 und dem in diesem Zuge ausgehandelten Vertrag von Kanagawa. Zu diesem Anlass entsandte Japan das Kriegsschiff Kanrin Maru als Eskorte der Delegation, nicht zuletzt, um dadurch zu demonstrieren, wie tiefgreifend das Land westliche Navigations- und Schiffstechniken nur sechs Jahre nach Ende seiner selbstgewählten, knapp 250 Jahre dauernden Isolation übernommen und adaptiert hatte. Als Vorbereitung hierzu wurden die ersten Marineübungen bereits 1855 in Nagasaki abgehalten.

## Hintergrund

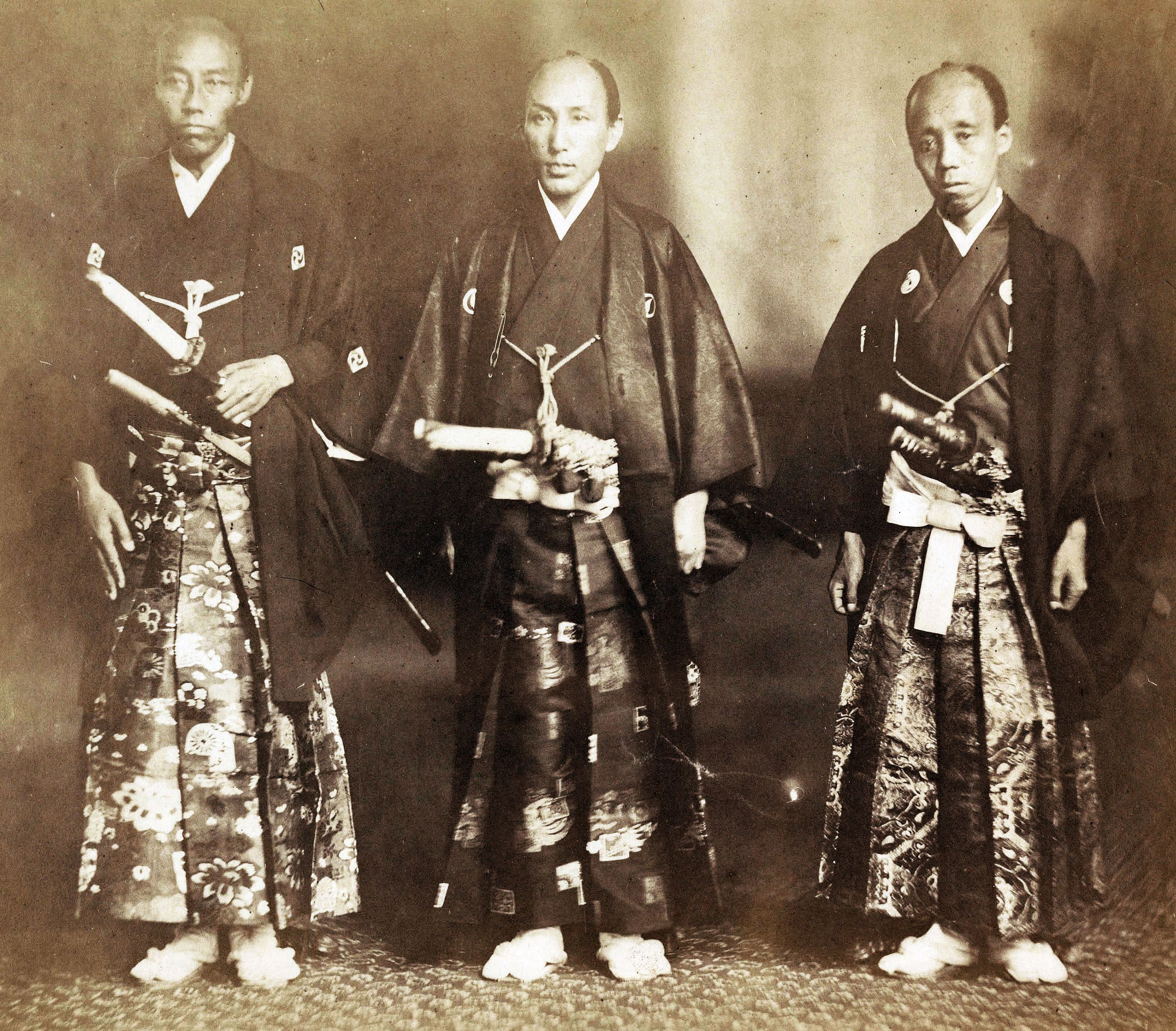
Die drei mit Generalvollmachten ausgestatteten Mitglieder der japanischen Gesandtschaft: Muragaki Norimasa, Shinmi Masaoki und Oguri Tadamasa.

Am 19. Januar 1860 legte die Kanrin Maru in Uraga (Yokosuka) mit Kurs San Francisco unter Kapitän Katsu Kaishū, mit Nakahama „John“ Manjiro als offiziellem Dolmetscher, 96 Japanern und dem amerikanischen Offizier John Mercer Brooke an Bord, ab. Als Leiter der Mission wurde der Admiral Kimura Yoshitake (木村 喜毅), ein hochrangiger Shogunatsbeamter, auserkoren. Der zukünftige Reformer und Pädagoge Fukuzawa Yukichi, damals ein junger Mann voll Abenteuerlust und Neugier auf fremde Länder, meldete sich freiwillig als Assistent des Admirals Kimura.
Die japanische Delegation selbst reiste auf dem US-amerikanischen Schiff USS Powhatan und wurde von der Kanrin Maru eskortiert – obgleich letztere schließlich eine etwas andere Route über den Pazifik nahm und noch vor der Powhatan eintraf. Formell bestand die Gesandtschaft aus den drei Diplomaten Botschafter Shinmi Masaoki (新見 正興), Vizebotschafter Muragaki Norimasa (村垣 範正) und Beobachter Oguri Tadamasa (小栗 忠順).

## Reiseziele

### San Francisco

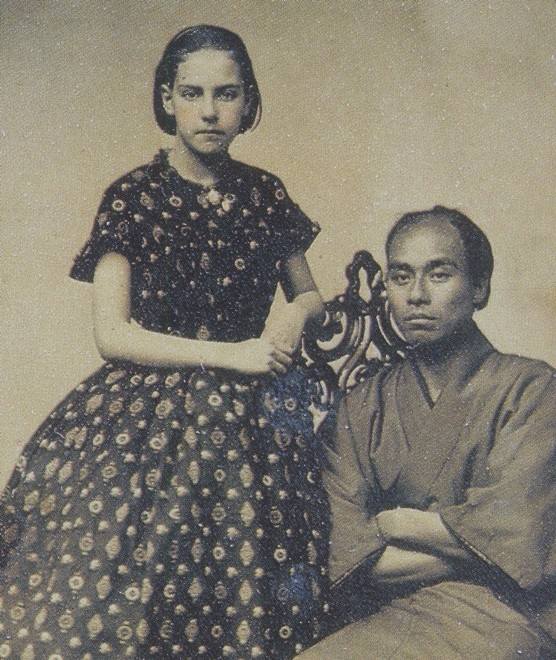
Fukuzawa Yukichi mit Theodora Alice in San Francisco, 1860.

Die Kanrin Maru erreichte San Francisco direkt und als erste, da die Powhatan mit der Gesandtschaft zuerst einen Aufenthalt in Hawaii absolvierte. Nach der Ankunft blieb die Delegation für einen Monat und Fukuzawa ließ ein Bild von sich gemeinsam mit einer Amerikanerin aufnehmen, welches im Verlauf zu einer der berühmtesten Aufnahmen der japanischen Geschichte dieser Reise wurde. Fukuzawa erwarb zu dieser Zeit zudem eine Ausgabe des englisch-chinesischen Webster's Dictionary und begann daraus Englisch zu lernen sowie in weiterer Folge sein eigenes japanisch-englisches Wörterbuch auf dessen Basis zu erstellen.

### Washington D.C., New York und die Rückfahrt

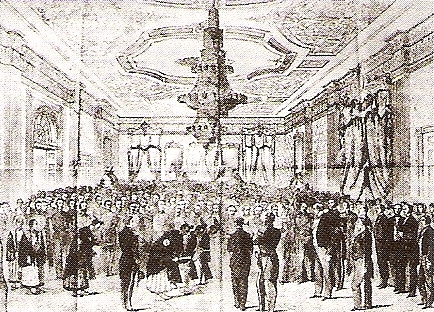
Empfang im Weißen Haus

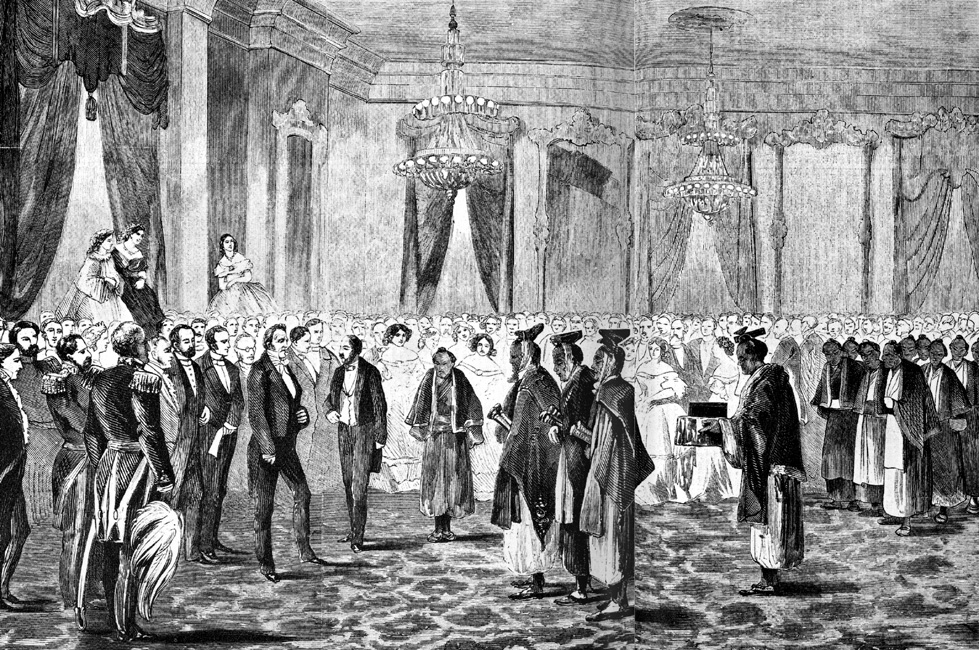
Präsident James Buchanan empfängt die Delegation.

Nachdem die Kanrin Maru wieder Kurs auf Japan nahm, reiste die Powhatan mit ihrer Belegschaft nach Panama, wo die Reisegäste den Isthmus mittels der kürzlich eröffneten Panama-Eisenbahn überquerte. Nach Ankunft wechselten sie auf die USS Roanoke und setzten als 72-köpfige diplomatische Belegschaft die Reise nach Washington, D.C. fort. Dort wurden etliche Empfänge und Ehrerbietungen abgehalten, inklusive einer Audienz im Weißen Haus mit dem damaligen Präsidenten James Buchanan. Dieser überreichte den Diplomaten eine goldene Uhr mit seinem eingravierten Profil als Geschenk an den Shogun.
Danach reisten die Gesandten nordwärts nach Philadelphia. Deren Aufmerksamkeit wurde von den dort vorbereiteten Feierlichkeiten rasch auf die Ereignisse in der Heimat abgelenkt, die später als Sakuradamon-Zwischenfall von Tokyo 1860 bekannt wurden. Der Tairō Ii Naosuke, ein Regent des Shogunates, wurde am 24. März ermordet und die Nachricht der Tat per Pony Express rasch auch auf dem amerikanischen Kontinent verbreitet. Ii Naosuke war damals der hochrangigste Unterzeichner des Harris-Vertrages von 1858 gewesen.
Die Diplomaten setzten die Reise nach New York City fort, wo sie eine große Parade von der Battery bis zum Broadway begleitete. Von New York aus überquerten sie danach den Atlantik und den Indischen Ozean an Bord der USS Niagara und umrundeten somit die Welt. Nach Abfahrt aus New York am 30. Juni erreichte die Niagara den Hafen von Porto Grande auf den Kapverden am 16. Juli. Zu anderen Stopps auf dem Heimweg zählten São Paulo-de-Loande (heute Luanda), Angola, Batavia (heute Jakarta), Java und Hongkong. Schließlich segelte die Fregatte am 8. November in die Tokio-Bucht ein und beendete damit die Reise ihrer Passagiere.

## Auswirkungen
Die Reise der Kanrin Maru von Uraga nach San Francisco wird oftmals als erste Pazifiküberquerung einer rein japanischen Crew auf einem japanischen Schiff gehandelt, selbst obwohl die Crew von John Brooke beraten worden war. Tatsächlich wurden jedoch mindestens drei solcher Überquerungen bereits im 17. Jahrhundert unternommen, bevor Japan sich isoliert hatte, im Nämlichen von Tanaka Shōsuke 1610, Hasekura Tsunenaga 1614 und Yokozawa Shōgen im Jahr 1616.